# Heinrich von Blankenburg
Heinrich Blankenburg, ab 1885 von Blankenburg, (* 7. Oktober 1820 in der Region um Köln; † 5. Januar 1897 in Breslau) war preußischer Offizier, Historiker und Publizist.

## Leben
Heinrich Blankenburg trat in das preußische Ingenieurkorps ein. Dort leitete er von 1850 bis 1857 den Bau der Stammburg Hohenzollern. Er kam 1857 zum preußischen Generalstab und beendete seine Militärlaufbahn als Oberstleutnant.
Ab 1864 war er Redakteur bei der Schlesischen Zeitung in Breslau, einer überregionalen Tageszeitung. Von 1871 bis 1890 war er dort politischer Leiter. Daneben verfasste er mehrere militärische Fachbücher.
Von 1870 bis 1873 war er als Abgeordneter des Wahlkreises Breslau 11 (Ohlau – Brieg) Mitglied des Abgeordnetenhauses, wo er sich der freikonservativen Fraktion anschloss. 1885 wurde er in den Adelsstand erhoben.
1849 heiratete er Albertine Maaßen (1829–1892). Aus der Ehe gingen drei Kinder hervor: Der Sohn Hermann von Blankenburg (1851–1922) wurde preußischer Generalleutnant, der Sohn Gustav von Blankenburg (* 1852) wurde preußischer Generalmajor und die Tochter Edda von Blankenburg (* 1863) heiratete den preußischen Major und Bataillonskommandeur Otto von Heydebreck.

## Schriften
- Der deutsche Krieg von 1866. Brockhaus, Leipzig 1868.
- Die inneren Kämpfe der nordamerikanischen Union. Brockhaus, Leipzig 1869.